# Estació Central (Camp de Tarragona)
L'Estació Central, també anomenada Estació Central del Camp, és un projecte d'estació de ferrocarril d'adif que s'ubicaria al sud de l'aeroport de Reus, al Camp de Tarragona, per possibilitar un enllaç entre les ciutats de Tarragona i Reus amb la línia d'alta velocitat Madrid-Barcelona i el Corredor Mediterrani. A més d'aquestes línies d'alta velocitat també possibilitaria l'enllaç amb la línia Reus-Tarragona.
L'estació disposaria de sis andanes d'ample estàndard que enllaçarien cap al nord-est amb la LAV Madrid-Barcelona i cap al sud-oest amb un canviador d'ample a ibèric per enllaçar amb el Corredor Mediterrani.
Estava previst que l'estació entrés en funcionament l'any 2012. Amb això el Ministeri de Foment d'Espanya volia possibilitar que l'alta velocitat arribés a la ciutat de Tarragona. L'estació seria una de les principals entrades per tren del Camp de Tarragona i de la Costa Daurada.
A l'estació caldria enllaçar trens de rodalia, mitjana i llarga distància, TramCamp i autobusos.